# Miguel Ángel Andreolo Frodella
Miguel Ángel Andreolo Frodella (també conegut com a Michele Andreolo) (Dolores, Soriano, 6 de setembre de 1912 - Potenza, 14 de maig de 1981) fou un futbolista uruguaià nacionalitzat italià.
A l'Uruguai jugà al club Nacional, on fou campió els anys 1933 i 1934. El 1935 es traslladà a Itàlia, fitxant pel Bologna FC 1909. Romangué al club fins al 1943 i guanyà les lligues de les temporades 1935-36, 1936-37, 1938-39 i 1940-41. Durant els anys 40 defensà els colors de SS Lazio, SSC Napoli, Catania i FC Forlì.
Amb la selecció uruguaiana guanyà la Copa Amèrica de 1935. El 17 de maig de 1936 debutà amb la selecció italiana de Vittorio Pozzo en un partit davant Àustria. Hi jugà fins al 19 d'abril de 1942, amb un total de 26 partits i un gol. L'any 1938 es proclamà campió del Món al Mundial de França 38.